# М. П. Парамешваран
М. П. Парамешваран (англ. M. P. Parameswaran; род. 18 января 1935 года) — индийский физик, специалист по ядерной энергетике, педагог. 

## Образование
Парамешваран родился 18 января 1935 года на территории штата Керала. В 1956 году получил степень бакалавра в инженерном колледже Керала. До 1975 года работал в Бхабха центре ядерных исследований в Бомбее. С 1969 по 1973 год работал заместителем директора государственного института языков в Керале. В 1965 году получил ученую степень доктора наук в области ядерной техники в Московском энергетическом институте.
В 1970-х годах в Индии среди учителей возникло общественное движение по популяризаци науки. Парамешваран в 1975 году принял участие в этом движении. Под его руководством движение стало массовым..
В 1990 году сыграл важную роль в организации поддержки движения грамотности населения.
Парамешваран является известным в Индии писателем, написавшим около 30 научно-популярных книг на языке Малаялам, распространенном на юго-западе Индии и на английском языке. Его книги дают панорамный вид науки, объясняют явления радиоактивности, строения атома и так далее.
Парамешваран — лауреат двух национальных премий — за популяризации науки, другая — за вклад в развитие грамотности населения. Он является автором более 300 научных и научно-популярных статей в периодических изданиях. В 1982 году получил премию за вклад в детскую литературу.
В течение 33 лет был членом Коммунистической партии Индии (марксистской), после его был исключен из её рядов за издание идеологической книги «Четвертый мир», в которой он описал мироустройство, основанное на децентрализованной демократии и экономическом производстве, отделённом от потребителей. Партия рассматривала книгу, как отказ от марксистских принципов.
Будучи помощником директора Института Керала, Парамешваран в свое время занимался разработкой макета для клавиатуры языка малаялам, который был принят для компьютерных клавиатур.